# أولينا أنتيبينا
أولينا أنتيبينا (بالأوكرانية: Олена Антипіна)‏ مواليد 19 مارس 1979 في زابوروجييه، أوكرانيا، هي لاعبة كرة مضرب أوكرانية سابقة بدأت مسيرتها كمحترفة سنة 2000 وكانت تلعب باليد اليمنى، اعتزلت اللعب في أغسطس 2006. أعلى تصنيف لها في الفردي كان المركز الـ 180 في سنة 2005. أعلى تصنيف لها في الزوجي كان المركز الـ 128 في سنة 2005.

## روابط خارجية
- أولينا أنتيبينا على موقع رابطة محترفات التنس (الإنجليزية)
- أولينا أنتيبينا على موقع الاتحاد الدولي لكرة المضرب (الإنجليزية)
- أولينا أنتيبينا على موقع خلاصة التنس.كوم (الإنجليزية)